# Amphirhagatherium
Amphirhagatherium — це вимерлий рід парнокопитних, який мешкав у північній Європі в середньому до пізнього еоцену.
Зубний ряд Amphirhagatherium свідчить про те, що рід мав змішану дієту з листя та плодів, які, ймовірно, їли на рівні землі. Іклоподібні передні зуби вказують на те, що вони могли бути невеликим м’ясоїдним харчовим компонентом або використовувалися для внутрішньовидових боїв.

## Розповсюдження
еоцен
- Англія
- Франція
- Німеччина

олігоцен
- Англія